# Ixora deciduiflora
Ixora deciduiflora är en måreväxtart som beskrevs av Cornelis Eliza Bertus Bremekamp. Ixora deciduiflora ingår i släktet Ixora och familjen måreväxter. Inga underarter finns listade i Catalogue of Life.